# Oorsprong van de Wereld
De  Oorsprong van de wereld is een gnostisch geschrift, dat in een Koptische vertaling onderdeel was van de vondst van de Nag Hammadigeschriften in 1945. Er moet een oorspronkelijk Griekse tekst zijn geweest, maar daar is nooit iets van gevonden. De structuur van het verhaal is een van de meest complexe van de bij Nag Hammadi gevonden teksten. 
De tekst werd in twee codices aangetroffen. Een vrijwel compleet handschrift in ongeschonden staat maakte deel uit van codex NHC, II. Een klein deel van de tekst was ook aanwezig in codex NHC XIII. Enkele fragmenten in een ander Koptisch dialect waren al eerder gevonden als onderdeel van Oxyrhynchus papyri. Pas na 1945 werd duidelijk dat deze fragmenten onderdeel waren van dit geschrift. 
Het geschrift heeft zelf geen titel. In de decennia na 1945 werd het dan ook aangeduid als het  Geschrift zonder titel. Dat bracht echter vaak verwarring met het  Titelloze geschrift uit de Codex Brucianus. In toenemende mate wordt er dan ook op het vakgebied voor gekozen om de titel  Oorsprong van de Wereld te hanteren. Dit is ook het feitelijke thema van het geschrift. 
De inhoud van de Oorsprong van de Wereld is verwant aan het Wezen van de Wereldheersers. Er is op het vakgebied consensus, dat de basistekst van beide geschriften  moet berusten op dezelfde bronnen. De  Oorsprong van de Wereld  heeft echter een structuur die  veel complexer is. Dat is mede het gevolg  van een aantal bewerkingen en toevoegingen die later moeten  hebben plaatsgevonden. Er zijn dan ook inhoudelijke tegenstrijdigheden in de tekst. Een aantal bewerkingen verschijnt op abrupte wijze in het verhaal en maakt geen logische of samenhangende indruk. De meeste bewerkingen moeten zijn gedaan door een bewerker die aanhanger was van het valentinianisme, een invloedrijke stroming binnen de gnostiek. Er zijn in een later stadium een aantal typisch valentiniaanse noties aan de tekst toegevoegd. Er zijn echter ook bewerkingen die deze valentiniaanse noties weer trachten te nuanceren en mogelijk ook bewerkingen van een niet-gnostische christen. 
De Griekse basistekst kan in de tweede eeuw geschreven zijn. Aan het eind van die eeuw of begin derde eeuw zijn de meeste valentiniaanse bewerkingen gedaan. De Griekse versie waar de nu bekende Koptische vertaling op berust moet dateren van eind derde of begin vierde eeuw. De aanname is, dat het hele proces van basistekst tot de laatste Griekse versie in Alexandrië heeft plaatsgevonden. 

## Essentie van de inhoud
Het eerste deel van het geschrift handelt over het ontstaan van de machten van de chaos en de schepping van de materiële wereld. Er is in deze tekst geen beschrijving van het pleroma, de structuur van de goddelijke wereld in de gnostiek. Wel is er zoals in veel andere gnostische constructies sprake van een eigen wil van een van die goddelijke krachten, Pistis Sophia. Zij gaat zonder instemming van haar mannelijke paargenoot over tot het zelfstandig creëren van iets. In de meeste gnostische constructies heeft dat een misgeboorte tot gevolg, die uiteindelijk resulteert in de demiurg. In deze tekst is dat een vorm van een gordijn die de scheiding aangeeft tussen de goddelijke wereld en de rest van de kosmos. De schaduw daarvan wordt in de tekst gepersonifieerd. Die wordt jaloers als zij opmerkt dat er boven haar nog iets sterkers is. Het is uit die jaloezie dat de materie ontstaat. In de tekst wordt vermeld dat Pistis Sophia wenste dat die materie een gestalte zou aannemen die op haar lijkt, waarop de demiurg Jaldabaoth verschijnt. In een passage die een latere toevoeging moet zijn ontstaat de demiurg uit de verwarring van Pistis Sophia toen zij de gevolgen van haar daad waarnam. 
Net als in vele ander gnostische verhalen krijgt Jaldabaoth de macht over de materie. Hij  creëert zeven androgyne kinderen van hem, waarvoor hij prachtige hemelen en vele dienaren laat ontstaan. Hij denkt dat hij de enige god is die bestaat. Dan zegt Pistis Sophia echter zijn ondergang aan en zij toont hem haar spiegelbeeld. Zij zegt tegen hem  Er is een Onsterfelijke Mens van licht, die al voor jou bestond..... Hij zal je vertrappen, zoals pottenbakkersklei vertreden wordt. In deze voorstelling is de Onsterfelijke Mens, de hoogste, onkenbare God van de gnostiek. Het gevolg is dat de zoon van Yaldaboath, Sabaoth, Pistis Sophia looft en tegen zijn vader in opstand komt. Ook in de Tweede verhandeling van de grote Seth en het  Wezen van de Wereldheersers komt die constructie voor. 
Het conflict heeft een oorlog tussen hen twee tot gevolg. Pistis Sophia zond zeven aartsengelen en die plaatsten Saboath in de zevende hemel. Als dank voor zijn bekering gaf Pistis Sophia hem ook nog haar dochter. Hij leert daar alles over de achtste hemel, waarmee in dit verhaal het pleroma wordt bedoeld. Sabaoth maakt een eerstgeboren zoon, die men Israël noemt, dat wil zeggen “de man die God ziet“  en een andere zoon Jezus Christus, die lijkt op de Verlosser die daarboven in de achtste hemel is. Aan zijn linkerzijde zit de maagd van de Heilige Geest, die hem verheerlijkt. Ook dit moeten toevoegingen van latere bewerkers zijn geweest.  
Jaldabaoth kan zich niet verenigen met de ondergeschikte positie die hij nu inneemt en daagt de goddelijke wereld uit. Daarop verschijnt het Licht. Daarin manifesteerde zich de gestalte van een mens. De partner van Jaldabaoth, Pronoia, wordt verliefd op deze engel, maar die veracht haar. Pronoia stort daarop haar bloed op aarde en daaruit ontstaat een androgyn wezen met de naam Eros. Dat is de god van de zinnelijke liefde, die de cyclus van geboorte tot dood in gang zet. 
In het verhaal wordt de figuur van Eros zeer negatief beschreven. De auteur roept in wezen op tot een rigoureuze vorm van ascese en seksuele onthouding. Eros heeft een paargenoot met de naam Psyche en uit die vereniging ontstaan onder meer de bloemen en de planten. De essentie is, dat hier duidelijk gemaakt wordt dat de materiële  werkelijkheid en de zichtbare schepping een product van de 
demiurg is.
In het tweede deel van het verhaal besluiten de boze machten een stoffelijke mens te maken. Zij voeren echter hiermee in feite een plan uit, dat door Sophia en haar dochter reeds voorzien was. In dit verhaal wordt eerst een androgyne  Eva gecreëerd. In feite is Eva een aardse gestalte van de dochter van Sophia.  Dat wordt uitgedrukt als 
 Ik ben een deel van mijn moeder
 en ik ben de moeder
 Ik ben de echtgenote, ik ben de maagd
 Ik ben de zwangere, ik ben de vroedvrouw
 Ik ben de verzachter van de geboorteweeën 
 Mijn echtgenoot heeft mij voortgebracht
 en ik ben zijn moeder
 …......
Deze  literaire constructie met paradoxale en antithetische uitspraken komt vaker in de gnostische literatuur voor, zoals in Donder - Volmaakte Geest. 
Hierna verschijnt Adam. Eva is zijn leraar. Zij zorgt ervoor dat Adam, die eerst slechts een lichamelijk omhulsel was een ziel krijgt. Hierna volgt het verhaal in grote lijnen de gnostische interpretatie van de rest van het Bijbelboek Genesis. De inmiddels stoffelijke Eva wordt door de boze machten verkracht en het gevolg hiervan is de geboorte van Kaïn en Abel. Op advies van de slang in het paradijs, die hier als een wijze leraar wordt beschreven, eten Adam en Eva van de boom van de kennis van goed en kwaad. De boze machten vervloekten hen hiervoor, maar vanaf die dag begrepen zij ook voor het eerst dat er een macht was die sterker was dan zij. Als Sophia ziet, dat de boze machten haar aardse evenbeelden vervloeken, verjaagt zij die uit hun hemelen en werpt hen naar beneden in de zondige materiële wereld waarna die als demonen op aarde aanwezig zijn. Na de verdrijving uit het paradijs komt de geestelijke Eva als aardse gestalte van de dochter van Sophia niet meer voor in het verhaal. 
In de tekst volgen hierna een aantal passages die duidelijk latere toevoegingen zijn. Zij zijn bedoeld om opvattingen die kenmerkend voor het valentinianisme zijn onder de aandacht van de lezer te brengen. De valentinianen gingen uit van een drieledige werkelijkheid. Ook de mensheid wordt in drie typen ingedeeld; de pneumatici (geestelijke mensen),  de psychici (psychische mensen) en de hylici (hylẽ, stof, stoffelijke mensen).  De eerste groep is zeker van de verlossing, dat zijn de gnostici. Voor de tweede groep, niet-gnostische christenen, is het niet onmogelijk tot de verlossing te komen. De derde groep is tot de ondergang gedoemd.  Een van de onlogisch lijkende teksten is het hier toevoegen van een vierde groep, die aangeduid wordt als het geslacht zonder koninkrijk, een notie die ook voorkomt in de Openbaring van Adam. Dit moet een toevoeging geweest zijn van een bewerker die de eerdere valentiniaanse bewerkingen juist weer wat wilde nuanceren. 
In dit deel komen ook een aantal kenmerkende Egyptische voorstellingen voor. Hier wordt een feniks beschreven als symbool voor de mens in het paradijs en er is sprake van bevloeiingswerken en stieren. In de tekst wordt ook vermeld, dat  deze tekenen zich alleen in Egypte hebben voorgedaan en in geen ander land  wat aanduidt dat het lijkt op het paradijs van God .  
In het derde- veel kortere –  deel handelt het om de verlossing en de komende eindtijd. In het gehele verhaal komt Christus slechts in de passage voor als de zoon van Sabaoth, de  Jezus Christus, die lijkt op de Verlosser die daarboven in de achtste hemel is.  Ook in dit deel over de verlossing ontbreekt Christus. 
Dit deel begint met een verhandeling die duidelijk maakt dat verlossing het bezit van gnosis is. Het is onder meer het inzicht in de goddelijke werkelijkheid en het besef van de ware natuur van de boze krachten. Hierin wordt duidelijk dat Adam en Eva wel van de  boom van de kennis van goed en kwaad in het paradijs moesten eten, omdat  zij begrepen, dat zij van kennis ontbloot waren.  Dit deel van de tekst is een samenvatting op meer abstract niveau van de essentie wat in de eerste twee delen beschreven is. 
In het deel over de eindtijd worden een aantal apocalyptische voorstellingen beschreven. Aan het slot wordt de uitspraak gedaan dat zij die tot volle gnosis zijn gekomen verlost zullen worden. Voor diegenen waarbij dit  niet het geval is, kan een vorm van verlossing mogelijk zijn, maar zij zullen nooit het gebied binnen gaan waar geen koning over heerst. 